# エンジェル 〜 天使のような反逆者
『Angel〜天使のような反逆者』（エンジェル てんしのようなはんぎゃくしゃ、原題:Angel Rebelde）とは、ベネズエラのベネビジョンで2004年に製作されたテレビドラマである。アメリカ合衆国のテレビ放送局ユニビジョンでも放映された。いわゆる南米テレノベラである。
日本では、BSデジタル放送のBSジャパンにて、2008年2月13日から放映されている。また、クラビット・アリーナによりネット配信もされており、第5話までは無料で視聴できる（第6話 - 最終話は有料）。

## あらすじ
バスの運転手であるルシアは、園芸家のラウルと恋人関係であった。そんな最中、ラウルが働き始めたコバルビアス家の令嬢・クリスタルの誘惑により、ルシアは彼を奪われてしまうが…

## 登場人物
- ルシア（グレテル・バルデズ）

主人公。バスの運転手として働いていたが、クリスタルと接触事故を起こし、後にコバルビアス家でメイドとして働く。ラウルとの間に双子を授かる。
- ラウル（ビクトル・ノリエガ）

ルシアの幼馴染で恋人。身寄りがなく園芸店で働く。クリスタルに誘惑され、結婚する。
- クリスタル（マリッツッア・ロドリゲズ）

コバルビアス家の令嬢。美人だが自己中心的で男好き。ラウルを手に入れるため誘拐・殺人など数々の悪事に手を染める。
- アレハンドロ（オスバルド・リオス）

ルシアの父。エンリケタにより刑務所に入れられ、財産を奪い取られる。出所後、復讐を誓う。
- エレナ（アルバ・ロベルシ）

ルシアの母でエンリケタの娘。エンリケタとは絶縁状態。
- エンリケタ（クラウディア・イスラス）

コバルビアス家の当主で宝石店を経営。強欲な性格。
- クラウディオ（ベルニエ・パス）

医師でアレハンドロの友人。ルシアに好意を持つ。
- ナターシャ（リセッタ・モラロス）

クリスタルの姉。夫とは不仲気味だが、内心では愛している。
- エルネスト（アリエル・ロペス・パディラ）

ナターシャの夫。クリスタルに誘惑されるが、内心では妻を愛している。
- リセット（サンドラ・イトゼル）

エルネストとナターシャの娘。
- マリエラ（マリッツァ・ブスタマンテ）

クリスタルの妹。ラファと恋仲になる。
- レオネル（イスマエル・ラ・ロサ）

マリエラの夫。結婚生活は破綻状態。クリスタルとつるんで悪事を働く。
- ラファ（カルロス・アウグスト・マルドナド）

エレナが養子として育てた兄弟の兄。優しい性格。酒に溺れてしまう。　　　　
- ルビ（マリア・アントニエタ・ドゥクエ）

ルシアとラウルを奪い合う。
- フアン（カミーロ・サラザル）

ルビの悪友。ルシアに相手にされず騒ぎを起こす。
- アレホ（フランキン・バルゲス）

ラウルの叔父で園芸店の店主。ラウルをこき使うが優しい面も。エレナに好意をもつ。
- ルイジ（ロドリゴ・ビダル）

園芸店で働くルシアとラウルの共通の友人。
- バルビナ（ビビアン・ルイス）

コバルビアス家の使用人。エレナやルシアに好意的。
- ビセンテ（オーランド・フンディチェリ）

バルビナの息子。クリスタルに誘惑されるが、その後嫌悪する。
- ベタニア（サブリナ・オルメド）

コバルビアス家のメイド。ルシアに嫌がらせをする。
- グラシエラ（マルセラ・カルドナ）

ルシアのメイド仲間。レオネルに乱暴され、告発しようとする。
- ホセ（ホルヘ・ルイス・ピラ）

記憶喪失になったルシアを助ける。
- ペネロペ（エリザベス・モラレス）

ホセの妻。病の床にあり、夫の相手にルシアを、と望む。
- パトリシア（デシデーリア・ドゥカロ）

ペネロペのいとこ。ホセを狙い、ルシアを疎む。